# Ліпно (Лосицький повіт)
Ліпно (пол. Lipno) — село в Польщі, у гміні Плятерув Лосицького повіту Мазовецького воєводства.
Населення — 364 особи (2011).
У 1975-1998 роках село належало до Білопідляського воєводства.

## Демографія
Демографічна структура станом на 31 березня 2011 року:
|          | Загалом | Допрацездатний вік | Працездатний вік | Постпрацездатний вік |
| -------- | ------- | ------------------ | ---------------- | -------------------- |
| Чоловіки | 190     | 44                 | 115              | 31                   |
| Жінки    | 174     | 29                 | 89               | 56                   |
| Разом    | 364     | 73                 | 204              | 87                   |